# Wallfahrtskirche Hessenthal

Wallfahrtskirche Hessenthal

Hessenthal im gleichnamigen Ortsteil von Mespelbrunn ist eine Marien-Wallfahrtskirche im Spessart. Sie ist Grablege der Familie Echter von Mespelbrunn und birgt eine als Frühwerk Tilman Riemenschneiders identifizierte Beweinung Christi.
In Baugeschichte und Stil gibt es Parallelen zur Wallfahrtskirche Maria zum rauhen Wind in Alzenau-Kälberau.
Wallfahrten finden in Hessenthal fünfmal im Jahr statt: Ostern, Pfingsten, Mariä Himmelfahrt (15. August), Mariä Geburt (8. September) und Mariä Opferung (21. November), jeweils mit einer Lichterprozession am Vorabend.

## Baugeschichte

Kreuzigungsgruppe von Hans Backoffen

Die Ursprünge der Hessenthaler Wallfahrt werden einer Legende nach im 13. Jahrhundert oder früher vermutet (vgl. Herrnbildkapelle). 1293 ist erstmals eine Kirche in Hesilndal urkundlich erwähnt, baugeschichtlich ist jedoch aus dieser Zeit nichts erhalten. Der heutige Komplex bietet sich dreiteilig dar, bestehend aus
- der spätgotischen Kapelle (Echter-Grabstätte),
- der kleineren Gnadenkapelle in vergleichbarem Stil mit dem Marien-Gnadenbild sowie
- einem Anbau von Hans Schädel von 1954, der die Tilman Riemenschneider zugeschriebene Skulpturengruppe enthält.

Nach einer Datierung im Chorgewölbe-Schlussstein entstand die spätgotische Wallfahrtskapelle 1439. An der Nordseite der Kapelle wurde, verbunden durch eine Wehrmauer, 1454 (Datierung im Türpfosten) die Gnadenkapelle angebaut.
Beide Kapellen wurden im 17. Jahrhundert durch ihre Langhäuser erweitert. Bergseitig gab es eine Stützmauer mit einer weiteren Kapelle (das so genannte Hochkreuz).
Ähnlich wie in Kälberau war die ursprüngliche Wallfahrtskirche nach dem Zweiten Weltkrieg angesichts des großen Pilgerandrangs der Kriegsheimkehrer zu klein geworden. Auch hier wurde der Würzburger Dombaumeister Hans Schädel mit einem Kirchenneubau beauftragt. Zu diesem Zwecke wurde ein Teil des Langhauses der alten Wallfahrtskapelle abgebrochen und das Hochkreuz abgerissen.
Renovierungen haben 1968/70, 1978/79 sowie zur 700-Jahr-Feier 1993 stattgefunden.

## Baubeschreibung und Ausstattung

### Die alte Wallfahrtskapelle

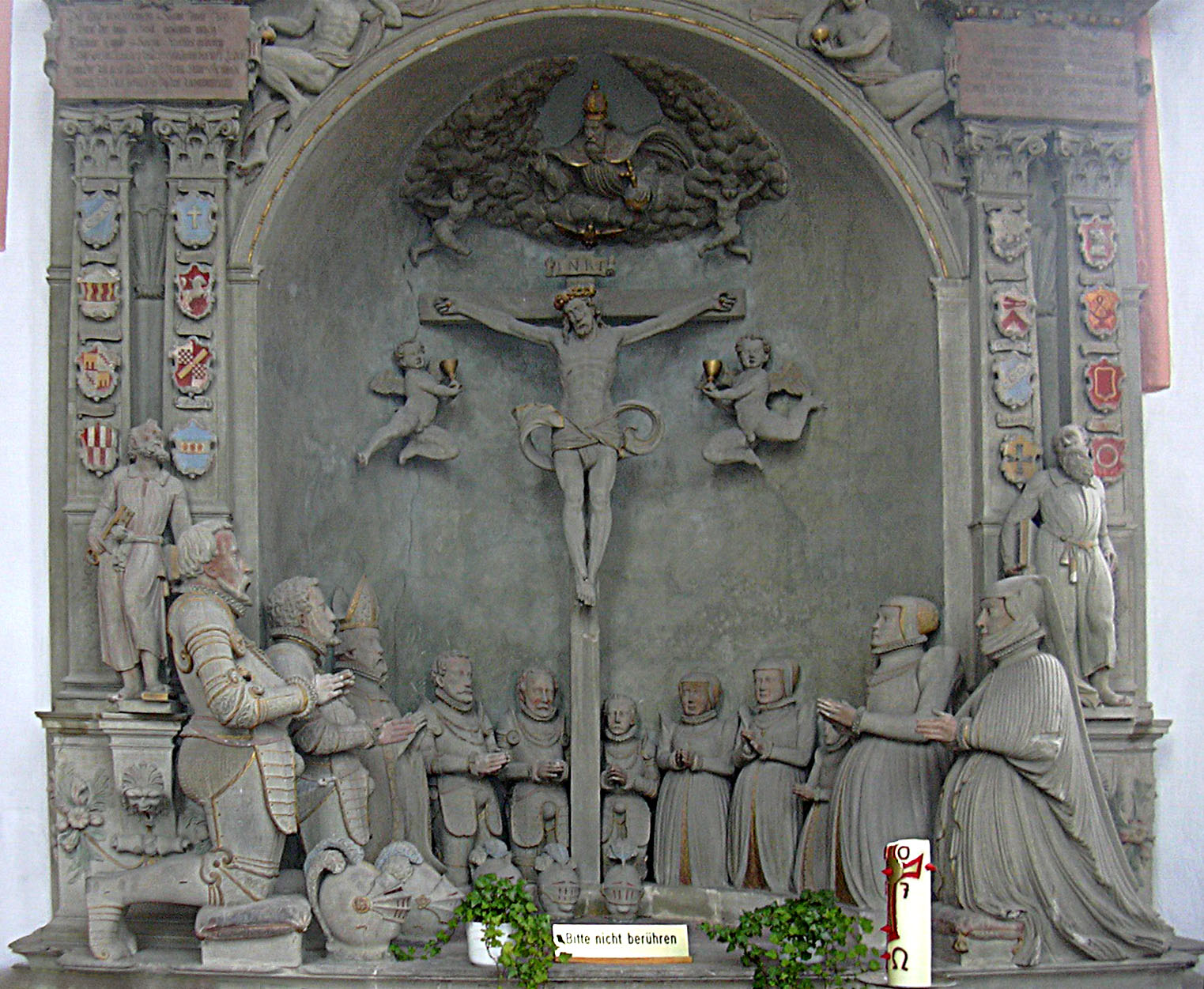
Familiengrabstätte der Echter von Mespelbrunn (Erhard Barg, 1583)

Der Zugang zur einschiffigen Kapelle mit Lanzett-Maßwerkfenstern und Dachreiter ist heute nur noch vom Innenraum der neuen Wallfahrtskirche aus möglich. Der Kirchenraum ist flach gedeckt; unter dem Triumph-Spitzbogen hindurch gelangt man in den Chorraum mit Fünfachtelschluss und spätgotischem Netzgewölbe. In den beiden Schlusssteinen sind Christus sowie Maria mit Kind dargestellt.
Bedeutendstes Ausstattungsstück ist das Epitaph für Peter III. Echter und Gertraud von Adolzheim, das Dietrich Echter 1582 bei Erhard Barg in Schwäbisch Hall für sich und seine Familie in Auftrag gab. Dargestellt ist Christus am Kreuz, darunter kniend Dietrichs Eltern Peter III. Echter und Gertraud von Adelsheim sowie seine Geschwister Adolf, Fürstbischof Julius Echter, Sebastian, Valentin, Theoderich, Cordula, Magdalena und Margarete. Auf den symmetrisch links und rechts der vollplastischen Skulpturengruppe angeordneten Pilastern ist eine grob fehlerbehaftete Ahnenprobe aus 16 Familienwappen angebracht, darunter stehen links Petrus, rechts Paulus. Über dem Grabmal befindet sich ein Medaillon mit einer Auferstehungsszene, umgeben von den drei Paulinischen Tugenden Glaube, Hoffnung und Liebe.
Zwei weitere Epitaphe betreffen ebenfalls die Familie Echter: Im Langhaus rechts sind die Brüder Philipp II. und Philipp III. kniend als Ritter vor Christus am Kreuz dargestellt (ebenfalls 1583 von Erhard Barg). Das Grabmal für Elisabeth von Werdenberg (1536 verstorben) im Langhaus links ist nicht vollplastisch ausgeführt und eine Generation älter.
Zudem enthält der Kirchenraum eine Reihe weiterer Echter-Grabplatten von unterschiedlicher Qualität in teilweise rudimentärem Erhaltungszustand.
Die drei Barockaltäre – Hochaltar und zwei Seitenaltäre – wurden 1686 von dem Aschaffenburger Hofschreiner Peter Gießer gefertigt. Der Maler des Hochaltarbildes – Heilige Familie – ist unbekannt. Die spätbarocken Seitenaltarbilder, Michael und Sebastian darstellend, sind ebenfalls Aschaffenburger Arbeiten (Edmund Seeland, datiert 1799).

### Die Gnadenkapelle

Barockaltar in der Gnadenkapelle mit Gnadenbild (Pietà)

Der spätgotische Baustil – einschiffige Kapelle mit Lanzett-Maßwerkfenstern und Dachreiter – ist der alten Wallfahrtskapelle vergleichbar, die Ausführung nur etwas kleiner. Das Kirchenschiff ist flach gedeckt, der Chor weist ein Kreuzrippengewölbe auf mit dem Wappen der Familie Echter im Schlussstein.
Das Gnadenbild ist eine spätgotische Pietà um 1480 ländlicher Herkunft mit eigentümlichen Proportionen; spätere Übermalungen wurden wieder zurückgenommen. Integriert in einen Aschaffenburger Barockaltar (1718 fertiggestellt), wirkt die gesamte Gestaltung stilistisch heterogen.

### Anbau von Hans Schädel

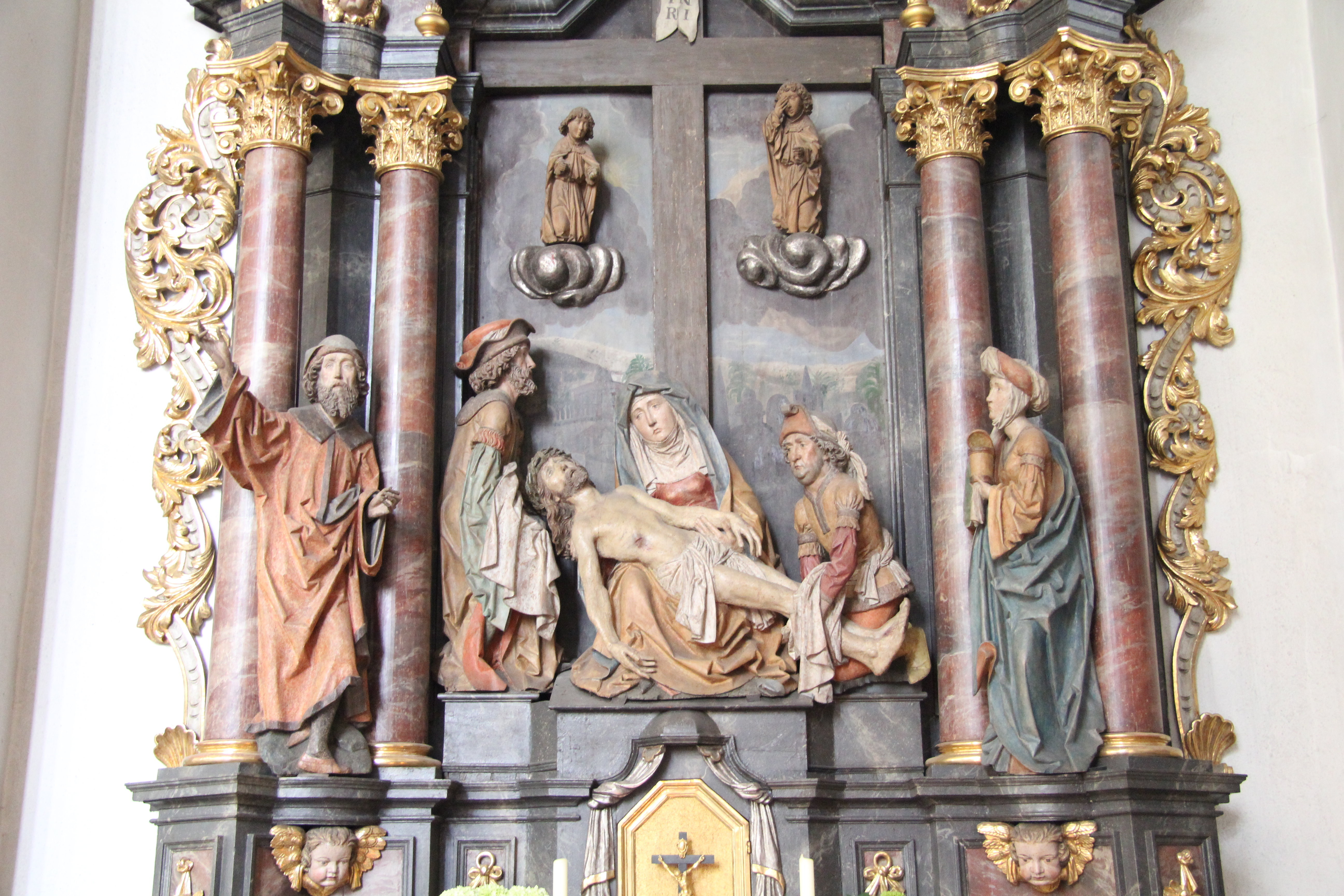
Beweinung, Tilman Riemenschneider zugeschrieben (um 1485)

Die neue Wallfahrtskirche ist eine schlichte Hallenkirche mit separatem spitzhelmigem Turm; das Besondere an ihr ist die Lichtarchitektur, die ähnlich wie in Kälberau realisiert ist: Breite Glasbänder lassen viel Tageslicht in den Kirchenraum unter der flachen Spannbetondecke ein, von der Glas-Leuchtpendel an langen Schnüren hinabhängen, die an trüben Tagen oder in der Dämmerung das natürliche Licht kreativ durch artifizielles Licht ergänzen; eine Idee, die charakteristisch für Kirchenräume der 1950er Jahre ist, wie sich auch bei Bauten von Dominikus Böhm und seines Sohnes Gottfried illustrieren lässt.
Entlang der rechten Innenwand zieht sich seit 1967 unter den Lichtbändern ein neoexpressionistischer Kreuzweg des Aschaffenburger Künstlers Siegfried Rischar. In reduzierter Form und Farbgebung (beschränkt auf Grau, Weiß und Braun) unterstreicht das Werk die Schlichtheit des Kirchenraums.
Diametral entgegengesetzt zu dieser Raumwirkung sind zwei Hauptwerke der Kunstgeschichte im Spessart:
- Die Konzeption der Beweinung Christi wurde von Kunsthistorikern nach kontroversen Diskussionen mehrheitlich als ein Frühwerk Tilman Riemenschneiders (um 1485) angesprochen. Es ist jedoch umstritten, wie viel daran vom Künstler persönlich ausgeführt wurde. Eine weitere offene Frage ist der ursprüngliche Aufstellungsort der Pietà, umgeben von Joseph von Arimathäa, Nikodemus und Maria Magdalena; ein Johannes, der zu dieser Gruppe gehört hat, ist verloren. Fest steht lediglich, dass die Skulpturen 1728 nach Hessenthal kamen und in den bestehenden Barockaltar integriert wurden. Die Anordnung der Figuren war vorher möglicherweise anders. Eine reifere, nach herrschender Auffassung vom Meister selbst ausgeführte Darstellung von vergleichbarer Ikonografie befindet sich in der Pfarrkirche St. Peter und Paul (Großostheim).
- Die monumentale Kreuzigungsgruppe hinter dem Hochaltar ist das letzte Werk des Mainzer Bildhauers Hans Backoffen (geschaffen in seinem Todesjahr 1519). Sie stand zuvor in der abgerissenen Hochkreuzkapelle. Christus ist in Siegerpose am Kreuz dargestellt, flankiert von den Kreuzen mit den beiden Schächern. Über dem Kopf des linken reuigen Schächers schwebt eine Engelsfigur, über dem des rechten ein Teufelchen. Unter dem Kreuz stehen Maria und Johannes in Trauerpose, Maria Magdalena kniet. Die Detailgenauigkeit von Körperlichkeit, Gewandfalten und die Bewegtheit des Gefühlsausdrucks sind Zeichen der nördlich der Alpen angekommenen Renaissance.